# Џорџ Маршал (генерал)
Џорџ Катлет Маршал мл. (енгл. George Catlett Marshall, Jr.; Јунионтаун, 31. децембар 1880 — Вашингтон, 16. октобар 1959) био је амерички официр и државник познат по својој лидерској улози током Другог светског рата и Хладног рата. Био је начелник генералштаба америчке војске, државни секретар САД и трећи секретар одбране САД. Винстон Черчил га је назвао "организатором победе" због његове улоге у победи савезника у Другом светском рату. Маршал је током рата био начелник генералштаба америчке војске и главни војни саветник америчког председника Френклина Д. Рузвелта.
По њему је име добио Маршалов план, након што га је, као државни секретар представио на Харвардском универзитету у јуну 1947. године. У свом говору препоручио је да Европа заједнички сачини сопствени план за обнову Европе након Другог светског рата наглашавајући следеће "Логично је да САД предузму све што је у њиховој моћи како би помогле економско оздрављење света". Амерички Стејт Департмент је осмислио највећи део плана, а амерички председник Труман је био довољно мудар да допусти да план буде назван по Маршалу. За разлику од Трумана, Маршала су поштовале присталице обе политичке партије у САД. Маршал је за свој план који је био усмерен ка економском опоравку западне Европе након Другог светског рата добио Нобелову награду за мир 1953. године.

## Детињство и младост
Џорџ Катлет Маршал мл. је рођен у Јунионтауну у Пенсилванији, у породици средње класе, из брака Џорџа Катлета Маршала, Ср. и Лауре Емили Маршал (рођене Бредфорд). Маршал је био потомак старе вирџинијске породице, као и далеки рођак некадашњег председника Врховног суда САД Џона Маршала. Маршал је дипломирао на Вирџинијском војном институту на којем је 1901. године постао члан студентског братства Капа Алфа. Током студија активно се бавио америчким фудбалом и играо је фудбал за универзитетски тим.

## Почетак војне каријере и Филипини
Након што је дипломирао 1901. на Вирџинијском војном институту, Маршал се пријавио за такмичарско тестирање кандидата за добијање чина потпоручника у војсци САД, с обзиром да у то време није постојао Корпус за обуку резервних официра. Док је чекао резултате тестирања Маршал је преузео позицију команданта студентима Данвилске војне академије у Данвилу, Вирџинија. Маршал је затим, у фебруару 1902. године добио чин потпоручника у војсци САД. Пре почетка Првог светског рата био је распоређен на различите положаје у САД и на Филипинима. Служио је као команддир пешадијског вода и командир чете током Филипинско-америчког рата и бројних других герилских устанака. Период од 1906. до 1910. године провео је у Форт Левенворту као студент и као инструктор. 
Након још једног одслуженог рока службе на Филипинима, Маршал се 1916. године вратио у САД како би служио као ађутант команданта западног одсека, некадашњег начелника генералштаба, генерал-мајора Џ. Френклина Бела, у Президију, у Сан Франциску. Након што су САД објавиле рат Немачкој, у априлу 1917. године, Маршал је заједно са Белом премештен на Гувернерово острво у Њујорку, када је Белу додељена команда над источним одсеком. Маршалу је убрзо додељен задатак да надзире мобилизацију америчке 1. пешадијске дивизије која је требало да буде упућена у Француску.

## Први светски рат
Током Првог светског рата, Маршал је обављао задатке планирања обуке трупа и ратних операција. У Француску је упућен средином 1917. године као директор обуке и планирања у америчкој 1. пешадијској дивизији. Вршећи ову функцију учествовао је у планирању америчког напада и победе код места Кантињи, у периоду од 28. до 31. марта 1918. године. Средином 1918. године прекомандован је у штаб Америчких експедиционих снага где је био један од кључних планера америчких операција и у којем је блиско сарађивао са генералом Џоном Џ. Першингом. Одиграо је значајну улогу у планирању и координацији Меза-Аргонске офанзиве која је значајно допринела поразу немачке војске на западном фронту. 

## Између два светска рата
Године 1919. Маршал је постао ађутант генерала Џона Џ. Першинга. У периоду од 1920. до 1924. године, док је Першинг био начелник генералштаба, Маршал је обављао више функција у војсци САД, везаних за обуку и образовање официрског кадра у области модерног механизованог ратовања. Између два светска рата био је кључни планер у министарству рата САД, три године је обављао функцију команданта 15. пешадијског пука стационираног у Кини и предавао је на Америчком војном колеџу. 1927. године је у чину потпуковника постављен за помоћника команданта Форт Бенинга где је спровео значајне реформе. У периоду од јуна 1932. до јуна 1933. године био је командант Форт Скревена, Савана Бич, Џорџија.
Године 1934. пуковник Маршал поставио је Едвина Ф. Хардинга за уредника публикације пешадијске школе и Хардинг је постао аутор дела "Пешадија у борби"‍:41 које је кодификовало лекције научене у Првом светском рату. "Пешадија у борби" се и данас користи као приручник за обуку официра током официрског пешадијског курса, а на основу ње је обучен и највећи број пешадијских официра који су учествовали у Другом светском рату.
У октобру 1936. године Маршал је унапређен у чин бригадног генерала. У периоду од 1936. до 1938. године био је командант Ванкуверске касарне у Вашингтону. 1938. године прекомандован је у дивизију за ратне планове у Вашингтону и постављен је на положај заменика начелника генералштаба. Вршећи ову функцију, бригадни генерал Маршал присуствовао је конференцији у Белој кући, на којој је председник Рузвелт предложио план како да се подрже ратни напори Енглеске тако што би јој се обезбедили борбени авиони. Иако је председник изнео свој план не обазирући се на велике логистичке и кадровске проблеме који би се морали решити уколико би план био прихваћен, већина присутних подржала је председника, док је само Маршал отворено изразио своје неслагање. Упркос општем мишљењу да је Маршал оваквим својим поступком запечатио своју војну каријеру, догодило се управо супротно. Председник Френклин Д. Рузвелт предложио је Маршала за позицију начелника генералштаба америчке војске. Након пензионисања генерала Малина Крега, 1. јула 1939. године, Маршал је постављен за вршиоца функције начелника генералштаба. 1. септембра 1939. године, на дан почетка Другог светског рата, унапређен је у чин генерала и положио је заклетву као нови начелник генералштаба. Ову функцију обављао је све до краја рата, 1945. године.

## Други светски рат
Као начелник генералштаба Маршал је организовао највећу експанзију војних снага у историји САД. Наследивши старомодну и лоше опремљену војску од 189.000 војника, користећи своје искуство као предавача технике модерног ратовања и инструктора на војном колеџу, Маршал је успешно координирао свеобухватним процесом експанзије и модернизације америчке војске. Иако никада није командовао трупама у борби, био је вешт организатор и имао је таленат да инспирише друге официре. Многи од америчких генерала који су постављани на кључне положаје током Другог светског рата, изабрани су или препоручени од стране Маршала, укључујући и Двајта Д. Ајзенхауера, Џејкоба Л. Деверса, Џорџа С. Патона, Лојда Фридендала, Леслија Мекнера, Марка Кларка и Омара Бредлија.